# Erik Lindh
Erik Gunnar Lindh (ur. 24 maja 1964 w Kungälv) – szwedzki tenisista stołowy, brązowy medalista olimpijski z Seulu, mistrz świata, ośmiokrotny mistrz Europy. 
Przez wiele lat reprezentował barwy narodowe na najważniejszych imprezach, sześciokrotnie zdobył złoto mistrzostw Europy w drużynie (1980, 1986, 1988, 1990, 1992, 1996), trzykrotnie mistrzostwo świata w drużynie (1989, 1991, 1993). Na igrzyskach olimpijskich w Seulu (1988) zdobył brązowy medal w grze pojedynczej. W tym samym roku wygrał turniej Masters w Barcelonie, pokonując w finale rodaka Waldnera. W 1991 triumfował w turnieju Europa Top 12.
Od 2006 roku jest trenerem szwedzkiej reprezentacji mężczyzn.